# Eupithecia spilosata
Eupithecia spilosata är en fjärilsart som beskrevs av Walker 1863. Eupithecia spilosata ingår i släktet Eupithecia och familjen mätare. Inga underarter finns listade i Catalogue of Life.